# ساكن الحرج النخلي الشائع
ساكن الحرج النخلي الشائع (الاسم العلمي: Bebearia cocalia)، نوع من الفراشات التي تتبع جنس ساكن الحرج وفصيلة الحورائيات. يوجد في غينيا وغينيا بيساو وسيراليون وليبيريا وساحل العاج وغانا وتوغو ونيجيريا والكاميرون والغابون وجمهورية الكونغو وأنغولا وجمهورية الكونغو الديمقراطية وأوغندا وكينيا وتنزانيا وزامبيا. يألف الغابات، وخاصًة الغابات الشطئية.
تنجذب الفراشات البالغة منه إلى أشجار الموز.
وتتغذى يرقاته على أشجار النخيل.

## النويعات
- B. c. cocalia (جنوب غرب غينيا، غينيا بيساو، سيراليون، ليبيريا، ساحل العاج، غانا)
- B. c. badiana (Rebel, 1914) (جمهورية الكونغو الديمقراطية: كيفو، غرب أوغندا، شمال غرب تنزانيا، غرب ووسط كينيا، تنزانيا)
- B. c. continentalis Hecq, 1988 (غانا: منطقة فولتا، توغو، غرب نيجيريا)
- B. c. katera (van Someren, 1939) (شرق نيجيريا، الكاميرون، الغابون، الكونغو، شمال أنغولا ، جمهورية الكونغو الديمقراطية، غرب أوغندا، غرب تنزانيا، غرب زامبيا)

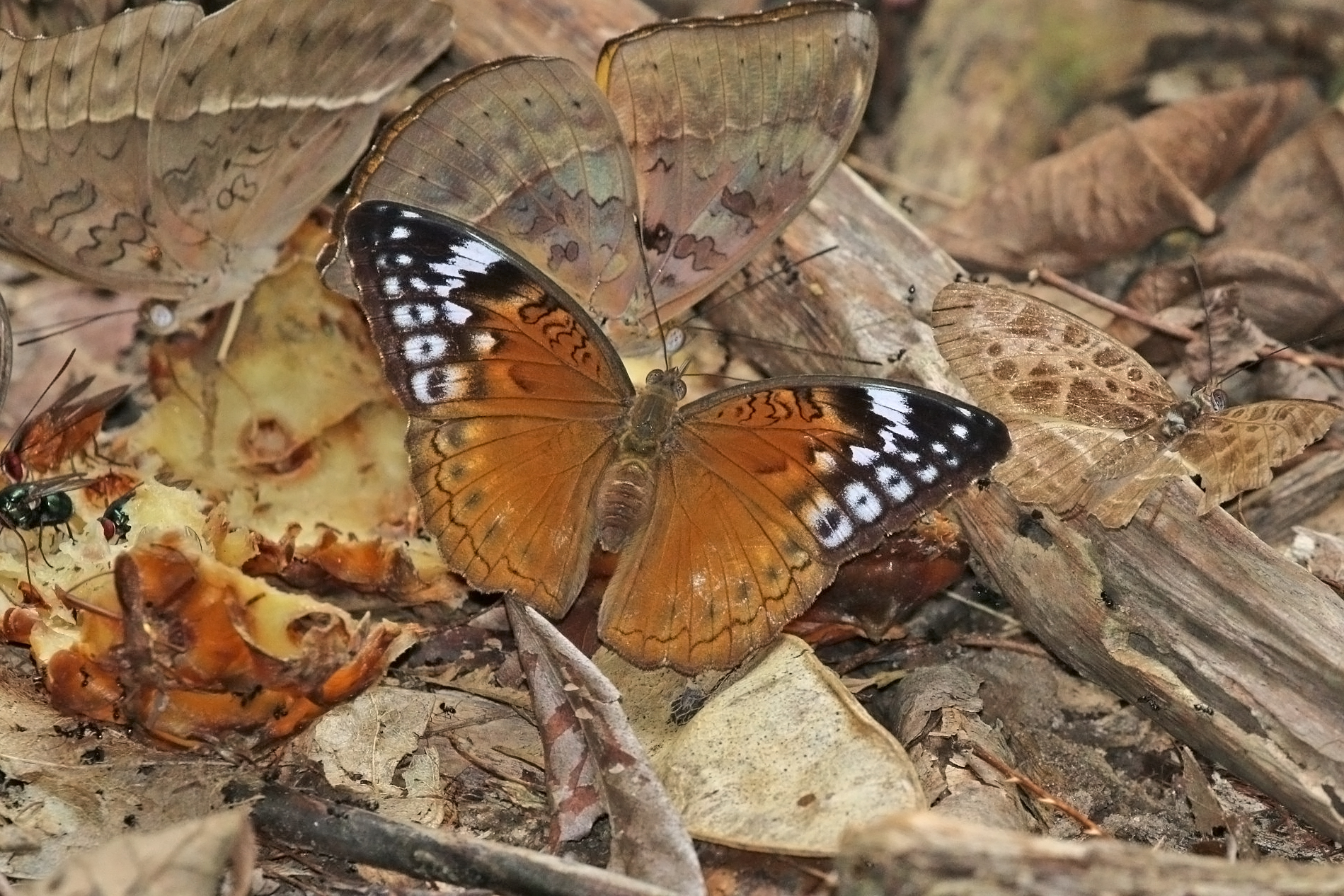
Female B. c. cocalia Kakum National Park, غانا
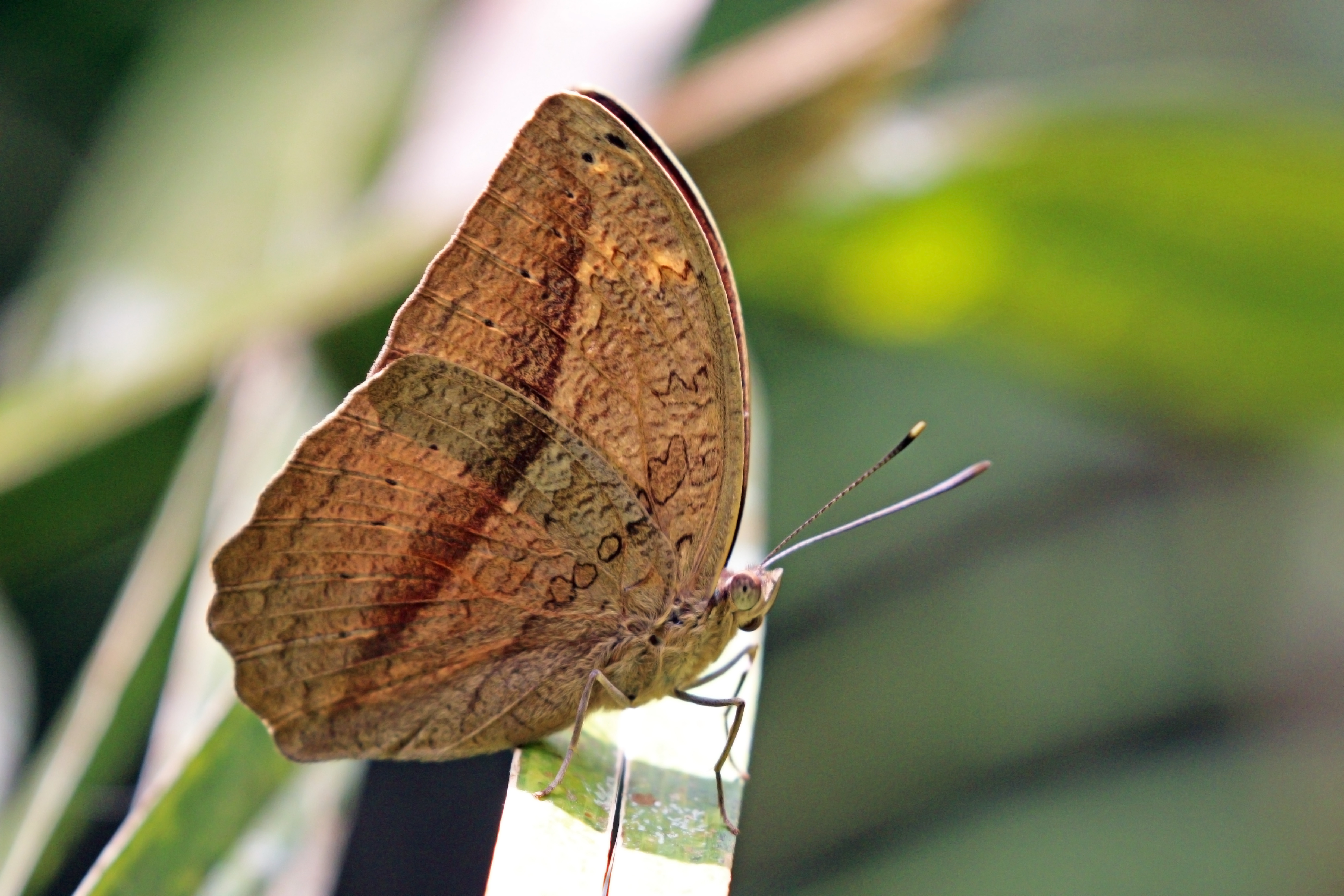
Male B. c. katera Kibale Forest, أوغندا